# Diego Columbus

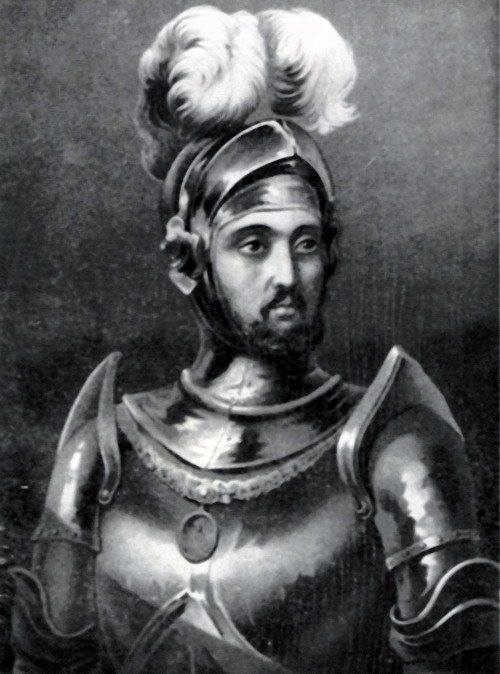
Diego Colón

Diego Columbus (Spaans: Diego Colón Moniz de Perestrello, Porto Santo 1479 of 1480 - Montalbán, 23 februari 1526) was een Spaanse ontdekkingsreiziger en conquistador. Hij was de zoon van Christoffel Columbus, verondersteld ontdekker van Amerika.
Columbus werd geboren in Portugal. Toen zijn vader in 1492 op zijn reis waarbij hij Amerika zou ontdekken vertrok werd hij page aan het Spaanse hof. Hij besteedde een groot deel van zijn leven aan het terugwinnen van de titels en privileges die zijn vader verloren had nadat hij na zijn derde reis uit de gratie was gevallen. In 1508 werd hij benoemd tot gouverneur van de Indiën en drie jaar later tot onderkoning. Hij slaagde er evenwel niet in de titels van zijn vader terug te krijgen. Pas na zijn dood wist zijn zoon Lodewijk Columbus (Luis Colón) een schikking te bereiken, waarbij hij de titel admiraal van de Indiën, 10.000 dukaten en een landgoed in Panama kreeg en verder benoemd werd tot hertog van Veragua en markies van Jamaica, en verder af te zien van alle aanspraken.
Diego Columbus (Giacomo) was tevens de naam van de jongste broer van Christoffel Columbus. Over hem is weinig bekend. Hij is zeevaarder geweest en was op de tweede reis met zijn broer meegereisd naar Amerika. DNA-onderzoek op zijn lichaam wees uit dat het graf van Christoffel Columbus zich in Sevilla bevond, en niet in Santo Domingo, zoals ook wel werd beweerd.